# Чкаловская (станция метро, Екатеринбург)
«Чка́ловская» — 8-я станция первой линии Екатеринбургского метрополитена. Станция открыта 28 июля 2012 года на пущенном ранее (28 ноября 2011 года) участке «Геологическая» — «Ботаническая».
Названа по одноимённому району.
Самая глубокая станция метро в Екатеринбурге (до этого самой глубокой станцией в городе была «Уральская»).

## История строительства
- Ноябрь 1992 года — начало обустройства поверхностных площадок;
- Декабрь 1998 года — горнопроходческий комплекс «Вирт» достиг станции «Чкаловская» и был остановлен;
- Июль 1999 года — после очередной забастовки строителей метро, работы по сооружению станции приостановлены;
- 10 января 2003 года — главой Екатеринбурга принято решение заморозить строительство станции «Бажовская», сосредоточив все силы на строительстве «Чкаловской» и «Ботанической», однако оно вновь было практически приостановлено, работы в 2003—2006 велись крайне низкими темпами из-за отсутствия финансирования;
- Июнь 2003 года — началось строительство станции[1];
- Октябрь 2006 года — перенесены трамвайные пути на перекрёстке улиц 8 Марта и Щорса, началось сооружение наклонного эскалаторного хода станции[2];
- 13 января 2007 года — смонтированы первые арки свода станции;
- Сентябрь 2007 года — администрация города объявила тендер на поставку эскалаторов для станции, которые будут приобретены и привезены до конца 2008 года;
- 30 мая 2008 года — сбойка правого перегонного туннеля между станциями «Геологическая» — «Чкаловская»[3];
- 25 января 2008 года — смонтированы первые кольца наклонного хода станции;
- 25 июля 2008 года — смонтировано 20-е кольцо наклонного хода станции, всего по проекту предусмотрен монтаж 64 колец диаметром 9,5 метров;
- 25 июля 2008 года — пройдено 60 метров верхнего свода станции;
- 10 декабря 2008 года — пройдено 100 из 165 метров прямого свода станции, параллельно начата разработка ядра и обратного свода станции;
- 6 февраля 2009 года — осталось пройти 40 из 165 метров прямого свода станции;[4]
- 20 мая 2009 года — осталось пройти 15 из 165 метров прямого свода станции[5];
- 25 февраля 2010 года — горнопроходческий комплекс «ВИРТ» вновь запущен для проходки 1370 м правого перегонного тоннеля (от «Ботанической» обратно в сторону «Чкаловской», проходка завершится, предварительно в течение 10 месяцев (к ноябрю 2010)[6];
- 12 марта 2010 года — за 2 недели работы «ВИРТ» прошёл первые 25 метров правого перегонного тоннеля, с 15 марта работы ведутся в 2 смены[7].
- 16 июня 2010 года — «ВИРТ» прошёл уже 230 метров правого перегонного тоннеля, по согласованному графику. На станции полным ходом идут монолитные работы, которые будут закончены до конца 2010 года. Конструкция вестибюля готова на 35 %.
- 21 июля 2010 года — в полном объёме закончена проходка станции метро «Чкаловская». Завершается демонтаж горнопроходческих комбайнов. Произведены монтаж и бетонирование обратного свода станции[8].
- 12 января 2011 года — осталось пройти 400 метров тоннеля, проходка завершится к апрелю 2011 года, основные строительно-монтажные работы на «Чкаловской» выполнены на 96 %, уже ведутся специализированные и отделочные работы, в марте 2011 будут установлены эскалаторы[9].
- 12 марта 2011 года — горнопроходческому комплексу «WIRTH» осталось пройти 150 метров; средняя скорость проходки — 6 метров в сутки[10]. Проходка завершится в апреле 2011 года.
- 20 апреля 2011 года — состоялась сбойка, завершившая проходку правого перегонного тоннеля[11].
- 25 мая 2011 года — закончен монтаж силовой тяговой подстанции (СТП), смонтирована часть узлов и агрегатов эскалаторных лестниц, продолжается отделка серо-голубой мраморной плиткой (Уфалейского месторождения) путевых стен, сооружение пешеходных подземных переходов. 10 июня 2011 начнётся отделка вестибюля «Чкаловской», а на поверхности — работы по переносу трамвайных путей[12].
- 28 июня 2011 года — закончена прокладка рельс в правом перегонном тоннеле между станциями «Геологическая» и «Чкаловская»[13].
- 10 октября 2011 года — в условиях непоставки узлов для эскалаторов для станции «Чкаловская» решено запустить движение от «Геологической» до «Ботанической» без остановки на «Чкаловской». В этом случае длина перегона составит 4 километра 200 метров, при этом максимально разрешённая пожарными службами длина перегона без эвакуационных выходов составляет 3 километра. В связи с вышесказанным, было принято решение смонтировать в наклонном тоннеле «Чкаловской» временные лестницы и использовать их в качестве эвакуационных выходов в случае чрезвычайных ситуаций[14]. На начало октября 2011 года на «Чкаловской» выполнена реконструкция пешеходных переходов на 86 %, отделка платформенного участка — на 90 %, отделка технических помещений — на 95 %[15].
- 16 января 2012 года — три из четырёх узлов для эскалаторов станции прибыли, поставка четвёртого задерживается до конца января[16]
- 6 марта 2012 года — работы по установке всех 4 узлов для эскалаторов начнутся 27 апреля, одновременно будет закончена северная часть подземного перехода, 18 июня рассматривается как возможная дата открытия станции[17].
- 28 апреля 2012 года — вновь перекрыто движение транспорта на перекрёстке улиц Щорса-8 Марта, начались работы по установке 4 узлов для эскалаторов, а также проходка последней (северной) части подземного перехода, Администрация города указывает, что «процесс должен завершиться к 28 июля, и станция „Чкаловская“ будет готова принять своих пассажиров»[18].
- 5 июня 2012 года — идёт установка двух средних эскалаторных лент, которая должна завершиться к 10 июня, затем будут оборудованы две крайние эскалаторные ленты. К концу июня строители завершат монтаж подвесного потолка и облицовку одного из помещений станции гранитом. После этого останется выполнить небольшой объём отделочных работ, и станция будет готова к запуску[19].
- 28 июля 2012 года — состоялось открытие станции «Чкаловская», в присутствии нового губернатора Евгения Куйвашева и главы Администрации города Екатеринбурга Александра Якоба. Начальник метростроя Юрий Дозорец передал ключ от станции начальнику метрополитена Владимиру Шафраю, выступил Евгений Кувайшев[20][21]

## Оформление (проект станции)

### Пассажирский зал
Расположен по оси улицы 8 Марта, чуть южнее дома № 158. Идея оформления — перелёт В. П. Чкалова и его команды через Северный полюс в США.
Подземный вестибюль — 3-этажный односводчатый (технический «чердак», пассажирский зал, техническое «подполье»). Один ряд зеркальных колонн из нержавеющей стали по оси зала (9 штук). В подвесном (декоративном) потолке в нишах светильники, пологий свод с большим радиусом подобен крылу самолёта. На торцевой стене часы (4 штуки) в стиле бортовых приборов с указанием поясного времени Москвы, Архангельска, Ванкувера и Сан-Франциско. Путевые стены — с радиусом, напоминают фюзеляж изнутри, 18 мая 2012 на них установлены портреты лётчиков, Героев Советского Союза, Валерия Чкалова, Георгия Байдукова и Александра Белякова. В темноватых стенах — ниши для рекламы в стиле иллюминаторов самолёта, пол с зеркальным оттенком. Оригинальная идея станции — фонари в полу по линии безопасности, зажигающиеся «бегущей строкой» при приближении поезда. Цветовая гамма — серо-стальная и голубоватая.
| - Часы, которые по задумке авторов должны показывать время в Ванкувере и Сан-Франциско - Поезд на станции - Часть надписи на потолке - Портреты 3-х лётчиков в экипаже Чкалова |

### Подземные переходы
Из подземного вестибюля по эскалатору пассажиры перемещаются на север в турникетный зал (на уровне северной части дома № 158). Оттуда по подземным переходам, имеющим форму замкнутого «квадрата», можно попасть на все 4 угла перекрёстка 8 Марта — Щорса: на юго-западный, к двум выходам перед домом № 158, один из них со стороны ул. 8 Марта, другой — со стороны ул. Щорса; на юго-восточный, к двум выходам перед зданием Южного автовокзала, также один со стороны ул. 8 Марта, другой — со стороны ул. Щорса; на северо-западный к жилому дому по ул. 8 Марта, 150; а также на северо-восточный к двум выходам перед зданием ГУ ЦБ РФ (ул. Щорса, 86). Всего действуют 7 наземных входов.

## Наземный общественный транспорт
Станция имеет выходы к остановкам автобусов, трамваев, троллейбусов и маршрутных такси.
Таблица: маршруты общественного транспорта (данные на апрель 2015 года)
| Автобусы | Автобусы | Автобусы                          | Автобусы         |
| №        | Следует к станциям метро | Конечный пункт 1                  | Конечный пункт 2 |
| -------- | --- | --------------------------------- | ---------------- |
| 23       | «Уральская» (остановка ЖД Вокзал), «Площадь 1905 года», «Геологическая» (остановка «Цирк»), «Чкаловская» (остановка «Автовокзал»)     | Академгородок                     | ЖД Вокзал        |
| 50       | «Площадь 1905 года», «Геологическая» (остановка «Цирк»), «Чкаловская» (остановка «Автовокзал»)                                        | Уральский Федеральный Университет | 17 мехколонна    |
| 54       | «Площадь 1905 года», «Геологическая» (остановка «Цирк»), «Чкаловская» (остановка «Автовокзал»)                                        | Уральский Федеральный Университет | Краснолесье      |
| 57       | «Уральская» (остановка «Вокзальная»), «Площадь 1905 года», «Геологическая» (остановка «Цирк»), «Чкаловская» (остановка «Автовокзал»), | улица Пехотинцев                  | Елизавет         |
| 57А      | «Уральская» (остановка «Вокзальная»), «Площадь 1905 года», «Геологическая» (остановка «Цирк»), «Чкаловская» (остановка «Автовокзал»), | улица Пехотинцев                  | Елизавет         |

| Трамваи | Трамваи | Трамваи                                            | Трамваи                      |
| №       | Следует к станциям метро | Конечный пункт 1                                   | Конечный пункт 2             |
| ------- | --- | -------------------------------------------------- | ---------------------------- |
| 1       | «Геологическая» (остановка «Цирк»), «Чкаловская» (остановка «Автовокзал») | ВИЗ                                                | микрорайон Вторчермет        |
| 5       | «Уралмаш», «Машиностроителей» (остановка «Педуниверситет»), «Уральская» (остановка «ЖД Вокзал»), «Геологическая» (остановка «Цирк»), «Чкаловская» (остановка «Автовокзал»), «Ботаническая» | УЗТМ                                               | станция метро «Ботаническая» |
| 9       | «Геологическая» (остановка «Цирк»), «Чкаловская» (остановка «Автовокзал») | Центральный Парк Культуры и Отдыха им. Маяковского | Керамическая                 |
| 14      | «Машиностроителей» (остановка «Педуниверситет»), «Геологическая» (остановка «Цирк»), «Чкаловская» (остановка «Автовокзал»)                                                                 | Эльмаш                                             | Керамическая                 |
| 15      | «Площадь 1905 года», «Геологическая» (остановка «Цирк»), «Чкаловская» (остановка «Автовокзал»)                                                                                             | микрорайон Вторчермет                              | улица 40 лет ВЛКСМ           |
| 25      | «Проспект Космонавтов», «Машиностроителей» (остановка «Педуниверситет»), «Геологическая» (остановка «Цирк»), «Чкаловская» (остановка «Автовокзал»)                                         | улица Фрезеровщиков                                | Керамическая                 |
| 27      | «Уральская» (остановка «ЖД Вокзал»), «Площадь 1905 года», «Геологическая» (остановка «Цирк»), «Чкаловская» (остановка «Автовокзал»)                                                        | Керамическая (кольцевой)                           | ЖД Вокзал                    |

| Троллейбусы | Троллейбусы                                                                           | Троллейбусы          | Троллейбусы      |
| №           | Следует к станциям метро                                                              | Конечный пункт 1     | Конечный пункт 2 |
| ----------- | ------------------------------------------------------------------------------------- | -------------------- | ---------------- |
| 11          | «Уральская» (остановка «гостиница Свердловск»), «Чкаловская» (остановка «Автовокзал») | гостиница Свердловск | улица Онуфриева  |
| 14          | «Чкаловская» (остановка «Автовокзал»)                                                 | улица Декабристов    | Академгородок    |